# Antonio Sánchez García
Antonio Sánchez García (Madrid, 1 d'octubre de 1970), fou un ciclista espanyol, professional entre 1991 i 1996. És fill del també ciclista Juan Sánchez Camero. Va destacar com a gregari.

## Palmarès
- 1989
  - 1r a la Volta a Tarragona
- 1990
  - 1r a la Volta a Zamora
- 1993
  - Vencedor d'una etapa a la Volta a Múrcia[1]

### Resultats a la Volta a Espanya
- 1993. 86è de la classificació general
- 1994. 114è de la classificació general
- 1995. 44è de la classificació general
- 1996. 52è de la classificació general